# Oldershausen (Marschacht)
Oldershausen ist ein Ortsteil der niedersächsischen Gemeinde Marschacht in der Samtgemeinde Elbmarsch im Landkreis Harburg.

## Geographie
Durch Oldershausen fließen die Ilmenau und die Neetze. Die Nachbarorte dieses Dorfes sind Eichholz, Fahrenholz, Handorf, Horburg und Hunden.

## Naturräumliche Lage
Die Region um Oldershausen wird den naturräumlichen Haupteinheiten Harburger Elbmarschen und Untere Mittelelbeniederung zugerechnet. Klimatisch sind die Bereiche mit durchschnittlich 17 °Celsius im Juli und ca. 7–8 °Celsius im Januar sowie etwa 650–700 mm Jahresniederschlag bei überwiegend westlichen Winden dem maritim beeinflussten Tieflandklima des Nordens zuzuordnen, das bereits aber über kontinentale Einschläge verfügen kann.
Der Landschaftsraum wird durch die Lage im Elbe-Urstromtal bestimmt, das durch Schmelzwasser während der letzten Eiszeit bis vor etwa 10.000 Jahren entstanden ist. Der Bereich der Gemarkung Oldershausen gehört der naturräumlichen Untereinheit Winsener Marsch an. Die Flussmarsch ist durch zahlreiche Wasserläufe, schweren tonigen Kleiboden und einen niedrigen Grundwasserstand gekennzeichnet. Das heute eingedeichte Flussmarschengebiet ist durch Wanderung des Flusslaufes und Verschleppung der Nebenflüsse der Elbe, hier besonders die Ilmenau, entstanden. Die Böden, die sich in den Talauen entwickelt haben, sind als nasse und zum Teil moorige, schluffige Tonböden zu klassifizieren. Von den ehemals hier verbreiteten Auen- und Bruchwäldern sind nur spärliche Überreste in Baumreihen, kleinen Gehölzgruppen und Gebüschen erhalten. Diese Vegetation ist durch die Grünlandnutzung und auf etwas höher gelegenen Standorten durch die Ackerstandorte verdrängt worden. Siedlungen wie Oldershausen wurden hier auf den höher gelegenen Standorten angelegt, die zudem durch Warften dem unmittelbaren Wassereinfluss entzogen wurden.
In Teilen sind im Umfeld von Oldershausen Wälder erhalten geblieben, beispielsweise mit dem Bülthagen, einem Erlenbruchwald südöstlich von Oldershausen. Überwiegend wird die Gemarkung heute jedoch durch anthropogene Nutzung geprägt. An die Stelle der natürlichen Laubwälder sind in der Regel Acker- und Grünlandnutzung sowie vereinzelt Nadelforste getreten.

## Geschichte

### Besiedlung
Oldershausen lag in Altsiedelland, das bereits vor der im 8. Jahrhundert einsetzenden Ausbauperiode kontinuierlich besiedelt war. Das Dorf ist bereits als Siedlung der Binnenmarsch anzusprechen, wobei erhöht liegende Sandhöhen die hochwasserfreien Wohnplätze darstellten, die im Laufe der Zeit zudem künstlich erhöht wurden.
Nach der Ortsnamenskunde ist die Gründung von -hausen Orten in geschichtlich frühe Zeit vom 5. bis 9. Jahrhundert zu datieren, durch welche ausgedehnte Bereiche bereits im frühen Mittelalter unmittelbar nach der Völkerwanderung der landwirtschaftlichen Nutzung erschlossen wurden. Entsprechend dieser Eingliederung ist die Entstehung von Oldershausen in die sächsisch-fränkische Zeit (500–900 n. Chr.) zu datieren, als die Langobarden ihr Stammland verließen, das von den von Norden nachrückenden Sachsen neu besiedelt wurde.
Die Neubesiedlung des Raumes erfolgte zunächst im Bereich der Gunstlagen innerhalb der südlich gelegenen Geest, von der aus die Besiedlung zunächst auf die Randbereiche und auf die Marschgebiete ausging. Das belegen die verknüpft miteinander liegenden Ländereien im Randbereich der Naturräume, die gleiche Bauart der Gebäude (Sächsisches Haus bzw. Mittellängsdielenhaus) sowie die gleiche Kultur und Sprache. Die ursprünglich unregelmäßig angeordnete Flureinteilung lässt den Ort eindeutig der älteren Siedlungsnahme in der Binnenmarsch zuordnen.
In Bezug auf den Ort ist zunächst von Einzelhofsiedlungen auszugehen; denn die Benennung einer Siedlung als Dorf deutet bereits an, dass eine größere Anzahl von Bauern an der Gründung beteiligt war. Der Ortsname von Oldershausen lässt dabei auf einen Personennamen schließen, womit ein „Aldward“ – evtl. ein sächsischer Sippenhäuptling – als namensgebend angenommen werden kann. Charakteristisch ist dabei die unregelmäßige Anordnung der Hofanlagen auf unterschiedlich geformten Grundstücken, die in Oldershausen der Ilmenau folgten. Das Dorf bestand gemäß der allgemeinen Siedlungsgeschichte des Raumes in ihren Grundformen aus mehreren Vollhöfen.

### Ende der Hörigkeit
Etwa ab Mitte des 14. Jahrhunderts kam es infolge von durch Klimaverschlechterung ausgelösten Missernten, Handelseinbußen und durch die Auswirkungen der Pest (1358) zu einem gravierenden Einschnitt in die bis dahin bestehende Wirtschafts- und Herrschaftsordnung. Durch Bevölkerungsverlust und durch Aufgabe zahlreicher unrentabel wirtschaftender Höfe kam es zur hochmittelalterlichen Wüstungsperiode, wobei etwa ein Drittel der bestehenden Siedlungen (überwiegend jüngere, nachgesiedelte Dörfer) auch im Bereich der Geest sowie der Binnen- und Elbmarsch aufgegeben wurde. Zur Verbesserung der Bedingungen wurde nun die persönliche Hörigkeit durch das neue Meierrecht beendet, wenngleich die wirtschaftliche Abhängigkeit verblieb. Nach wie vor bestand für den Bauern lediglich ein Nutzrecht, das trotz eingeführtem Erbrecht noch nicht zu einem Eigentum führte. Die Abgaben an den Grundherrn beliefen sich auf eine gleichbleibende Höhe von etwa fünf Prozent des Ertrages, wobei außerdem Steuern und Hand- oder Spanndienste zu leisten waren. Zusätzlich bestand der Zehnte, der ursprünglich von den Franken als eine zehnprozentige Abgabe an die Kirche eingeführt wurde.
Die nahe Lage zur Elbe als wichtige strategische Verkehrsachse führte zu zahlreichen kriegerischen Auseinandersetzungen zunächst zwischen den Herzogtümern Lüneburg und Lauenburg und anschließend zum Lüneburger Erbfolgekrieg (1371–1388), der die Siedlungen in der Elb- und Binnenmarsch vielfachen kriegerischen Einwirkungen aussetzte.

### Einsetzen der Schifffahrt
Die Ilmenau war im 14. Jahrhundert zwischen Lüneburg und der Elbe ein Haupttransportweg der Schifffahrt. Oldershausen war ein Ort an der Ilmenau, wo viele Schiffer anhielten und ihre Schiffe festmachten. Es gab sieben Backhäuser, die die Reisenden mit Brot versorgten. An dem Ufer der Ilmenau waren vier Krüge (Gastwirtschaften Nr. 20, Nr. 21, Nr. 22 und Nr. 33). Hier konnten die Schiffer übernachten. Ein ehemaliges Gasthaus (Nr. 22), wurde 1970 abgebaut und steht heute im Freilichtmuseum Kiekeberg. Dort wird es als Eingangsgebäude genutzt. Die verbreitete Annahme, dass es sich bei dem Gebäude um ein ehemaliges Zollhaus handelt, kann in historischen Quellen nicht belegt werden.

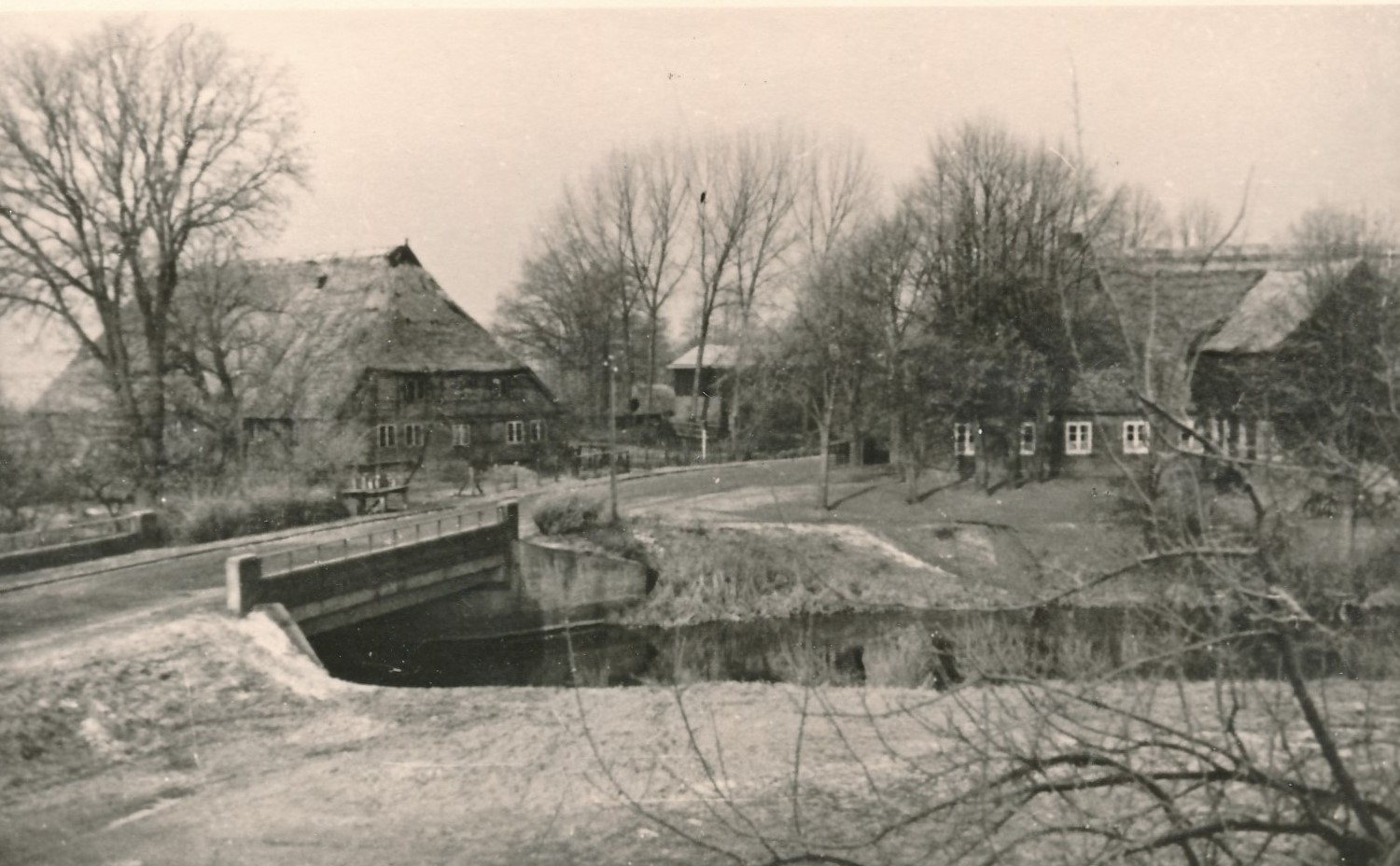
Gasthaus Ahrens Nr. 20 links, Gasthäuser 21 und 22 rechts
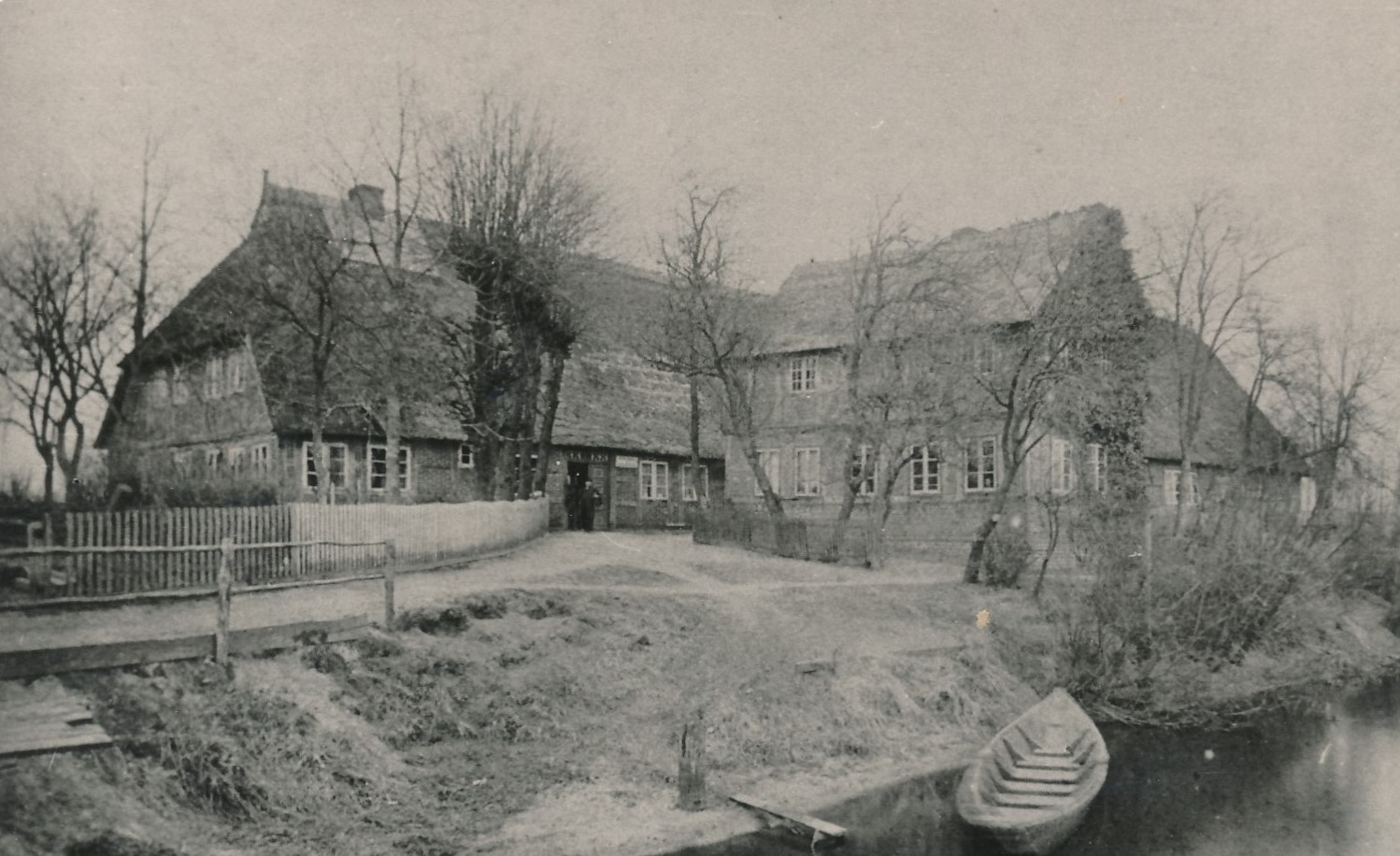
Gasthaus zur Ilmenau Nr. 21 links und Wagnersches Haus Nr. 22 rechts
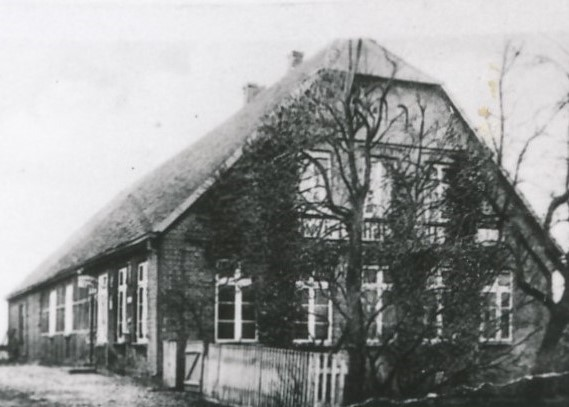
Gasthaus Gräper Nr. 33 Oldershausen
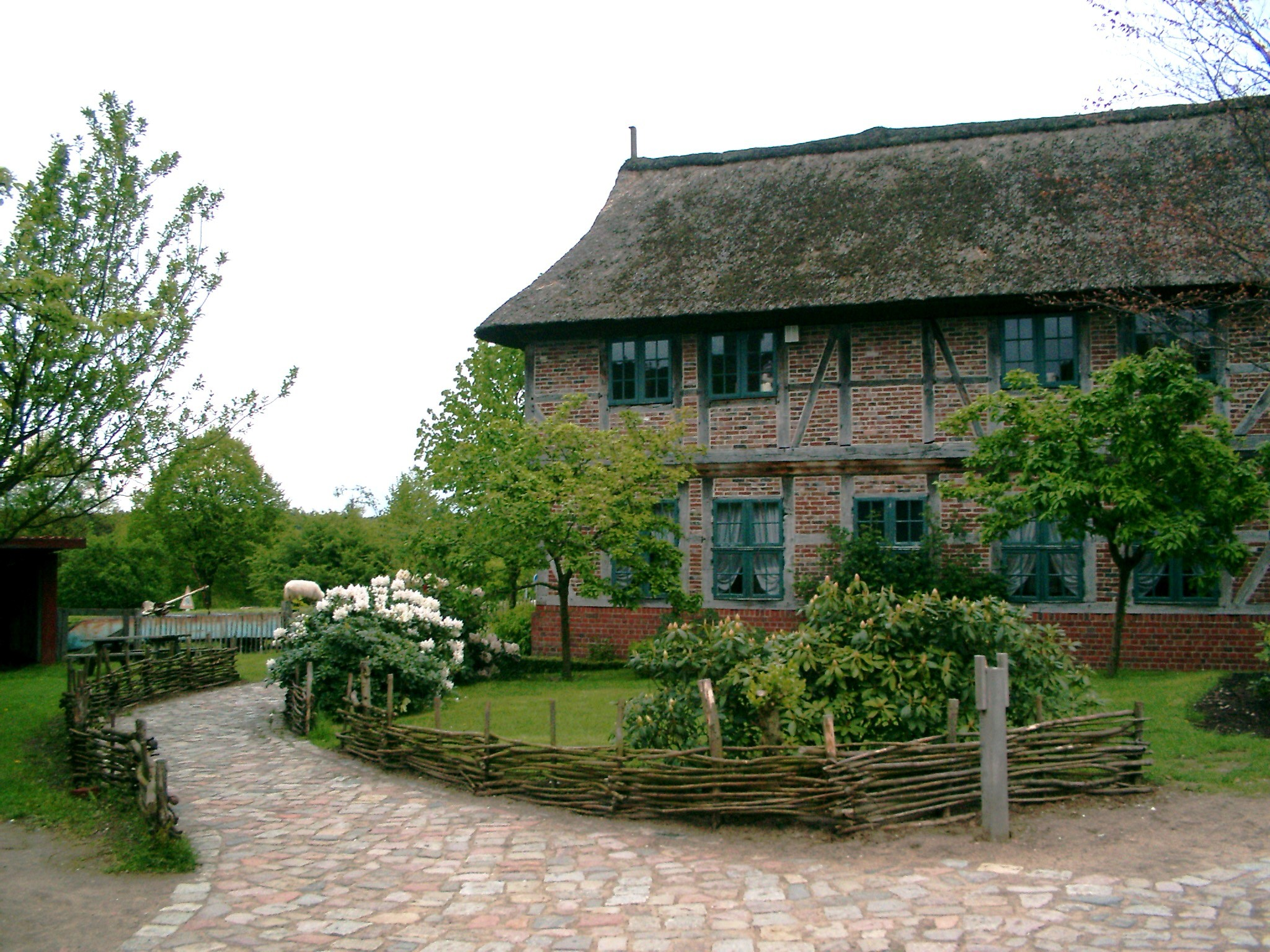
Das Wagnerhaus / Gasthaus in Oldershausen, heute Eingangsgebäude Freilichtmuseum am Kiekeberg

Es gab einen Streit der Stadt Hamburg mit dem Herzogtum Lüneburg um das Recht der freien Schifffahrt. Hamburg ließ eine Elbkarte zeichnen. Auf einer weiteren Elbkarte wurde in einem Ausschnitt von „Oldershusen“ und der „Elmenow“ gesprochen.

### Fischereirecht von 1725 bis 1752

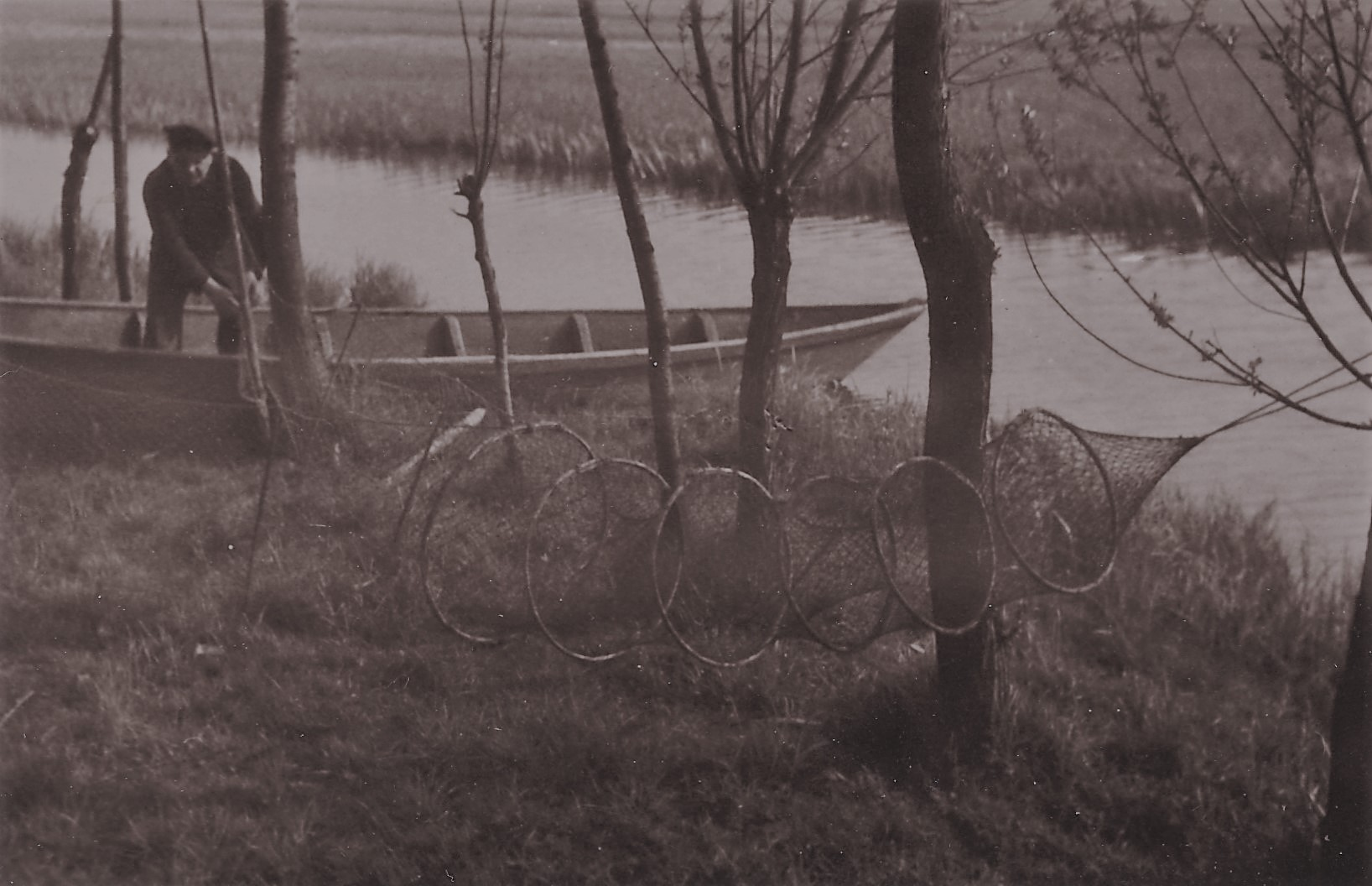
Fischer an der Ilmenau in Oldershausen

Das Fischereirecht in der Ilmenau, soweit diese durch die Feldmark Oldershausen fließt, gehörte von jeher zu den Vollhöfen von Oldershausen. Die Bauern übten aber auch damals nicht selbst den Fischfang aus, sondern hatten das Recht an einen Fischer verpachtet.

### Eindeichung des Schlaugenfeldes
1619 wurde das Schlaugenfeld (Schlaugen = alte taube Wasserläufe) zwischen Oldershausen und Horburg bis auf Höhe von Handorf gegenüber der Ilmenau eingedeicht.
1757 baute Oldershausen eine neue Mühle im Schlaugenfeld. Sie musste 183 Morgen Wasser freihalten. Hand oder Windantrieb ist derzeit nicht klar. Später kamen noch sechs weitere Mühlenpumpen auf Mühlendeich (heute Katendeich), die mit einer Schneckenförderung (zu sehen im Rieck-Haus oder Kiekeberg) betrieben wurden, hinzu. Für die Abwässerung des Dreckhorburger Landes durch das Oldershäuser Schlaugenfeld zahlte Dreckhorburg an Oldershausen seit 1809 jährlich sechs Reichstaler.

### Dreißigjähriger Krieg
Während des Dreißigjährigen Krieges wurde das Dorf zunächst 1627 von den dänischen Truppen und anschließend von den kaiserlichen Kriegstruppen weitgehend zerstört und die Bevölkerung grausam misshandelt. 1631 wiederholte sich die Zerstörung unter den schwedischen Truppen. Für die folgenden Jahrzehnte ist in vielen Dörfern vorübergehend ein Leerstehen zahlreicher Hofstellen belegt.

### Bau einer Klappbrücke (heute Hörsten Weg)

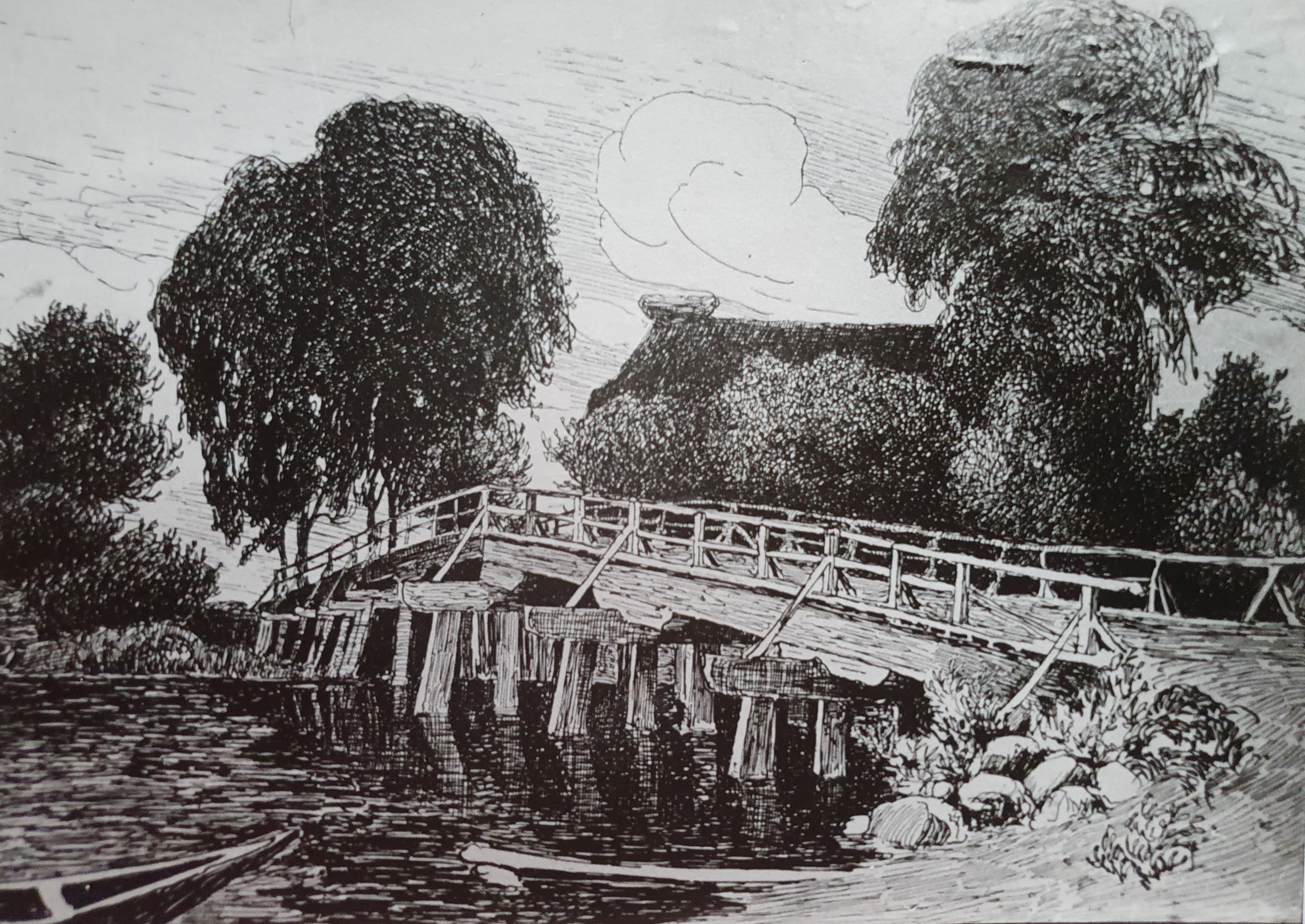
Die Klappbrücke wurde später durch diese Holzbrücke ersetzt, sie stand ca. 1855–1890

Von der 1663 erbauten Brücke musste von Lüneburg die große Klappe und von sechs Dörfern der Elbmarsch die kleine Klappe in Stand gehalten werden. Für das Öffnen und Schließen der Brücke wurde ein Wärter eingestellt.

### Deicherde-Regelung und Hausmarken

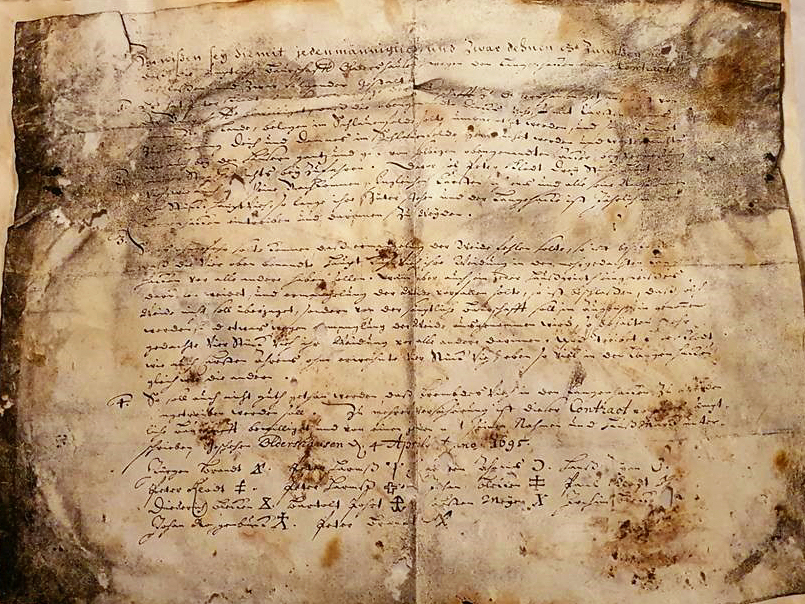
Deicherde-Regelung von 1695

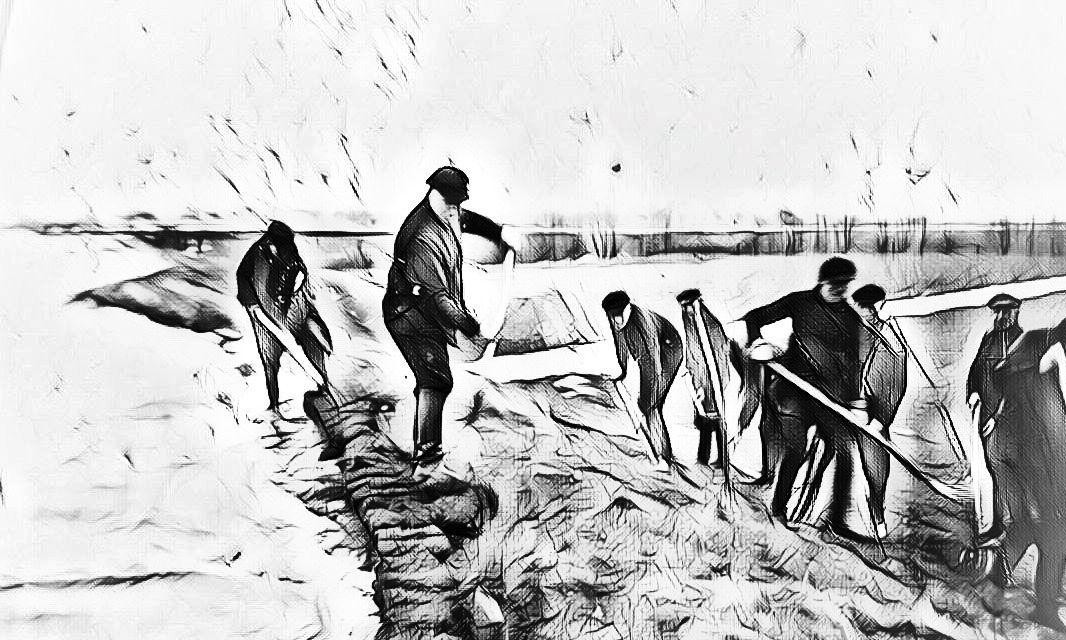
Es war die Pflicht der Vollhöfner die Deiche in Stand zu halten

Die Deichkabelsteine zeigten die zugewiesenen Deichabschnitte eines jeden Vollhofes an. Allgemeine Probleme gab es einst in Oldershausen immer dann, wenn Deichbau und Deichreparatur für den 16 km langen Deich anstand, und zu diesem Zweck Deicherde und Grassoden benötigt wurden. Es fehlte in der Feldmark an Bodenentnahmestellen. Das älteste Dokument, welches den Bezug Hausmarke zur Hofnummer herstellt, ist die handgeschriebene Deicherde-Regelung, als handgeschriebener Kontrakt aus dem Jahr 1695. Es handelt sich um die Hausmarken der 14 Vollhöfe, die neben den Namensunterschriften der damaligen Besitzer verzeichnet sind.
| 1             | 2             | 3                 | 4            | 5              | 6               | 7                 |
|               |               |                   |              |                |                 |                   |
| Bartel Porth  | Johan Bleken  | Joachim Blecken   | Peter Harmeß | Peter Klodt    | Hanß Zeyn       | Johan Roggenbruck |
|               |               |                   |              |                |                 |                   |
| 8             | 9             | 10                | 11           | 12             | 13              | 14                |
|               |               |                   |              |                |                 |                   |
| Carsten Meyen | Jürgen Brandt | Diederich Blecken | Peter Harms  | Karsten Ahrens | 13 Peter Brandt | Pauel Klodt       |

### Siebenjähriger Krieg
Während des Siebenjährigen Krieges und auch in der Franzosenzeit unter der napoleonischen Besatzung ergaben sich für die Bewohner durch die zahlreichen Durchmärsche und Belegungen fremder Heeresteile erhebliche Belastungen und Einbußen. Im Laufe der Zeit wurden Hofstellen wieder aufgesiedelt und weitere Abbauern folgten bis in das 19. Jahrhundert. Diese siedelten sich überwiegend im Zuge der ortsauswärts führenden Straßen an, die sich als Hauptverkehrswege herausbildeten. Eine Ausnahme war die Besiedlung am Katendeich in Oldershausen.

### Gemeinheitsteilung und Verkoppelung

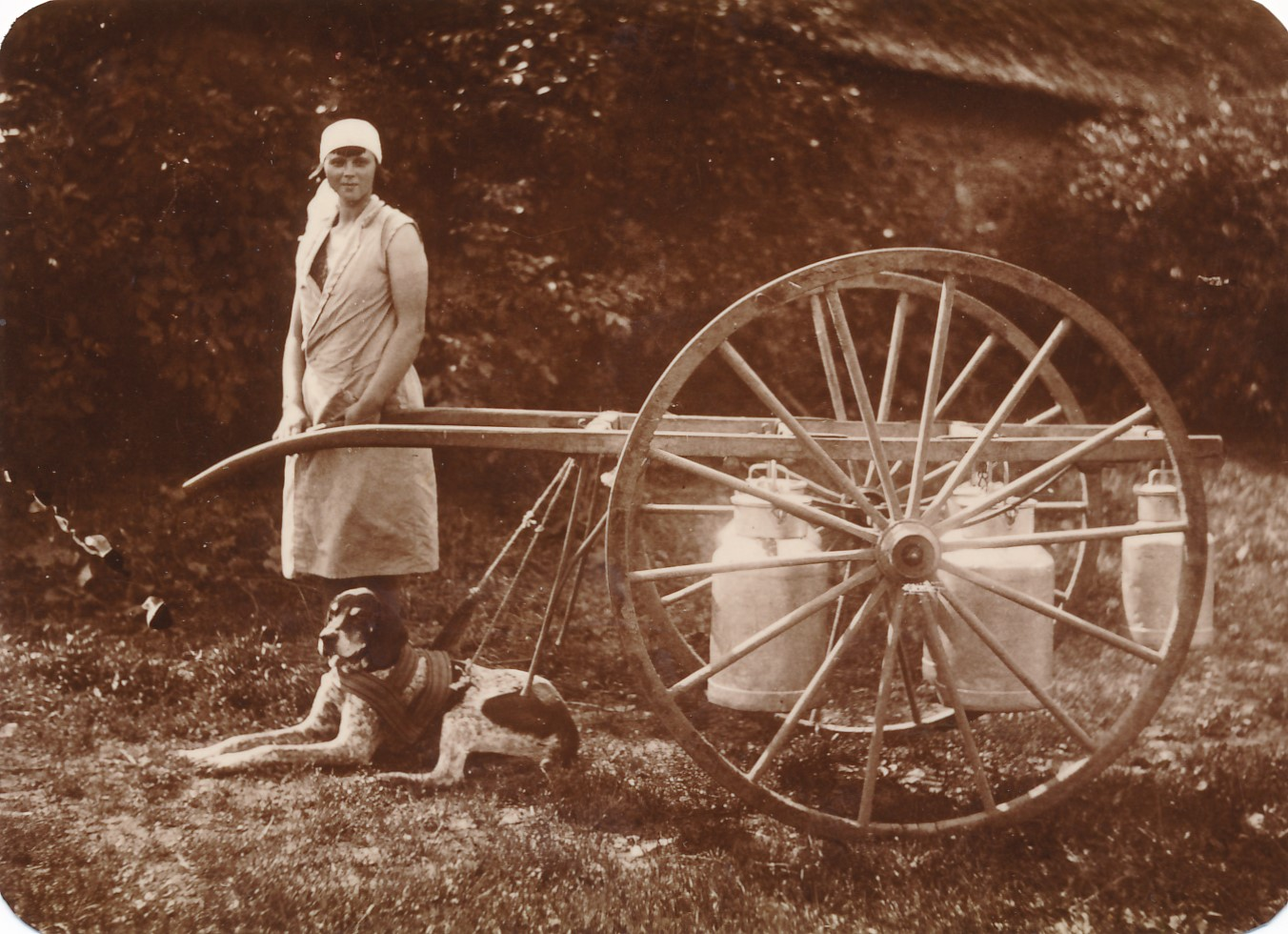
Melkerin in Oldershausen

Nach der Gemeinheitsteilung hat sich in Oldershausen als Relikt der Gemeinheiten in der nördlichen Gemarkung die Weidegemeinschaft Langenhaken erhalten, der bis heute eine große, gemeinsam genutzte Weidefläche darstellt.
Durch die Aufteilung der Gemeinheiten wurde der Erwerb von Eigentum eingeleitet, der durch die ab 1831 mögliche Ablösung abgeschlossen wurde. Die bisher als Pächter eingesetzten Landwirte konnte sich durch die 25-fache Zahlung der jährlichen Abgaben mit Haus, Hof und Flächen aus dem bisher grundherrlichen Besitz freikaufen. Dadurch konnte sich die Bewohner den kirchlichen Abgaben (Zehnte) entledigen.
Nach den Veränderungen der Eigentumsstruktur kam es mit der ab 1842 vollzogenen Verkoppelung auch in Oldershausen zur sichtbarsten Veränderung im ländlichen Raum. Dabei wurde das Straßen- und Wegenetz wie auch die Flureinteilung grundlegend verändert. Ausgenommen blieben weite Bereiche der Binnen- wie auch der Elbmarsch, wo die Veränderung der bestehenden Entwässerungseinrichtungen als zu aufwändig eingestuft wurde.

### Winsener Marsch-Tracht

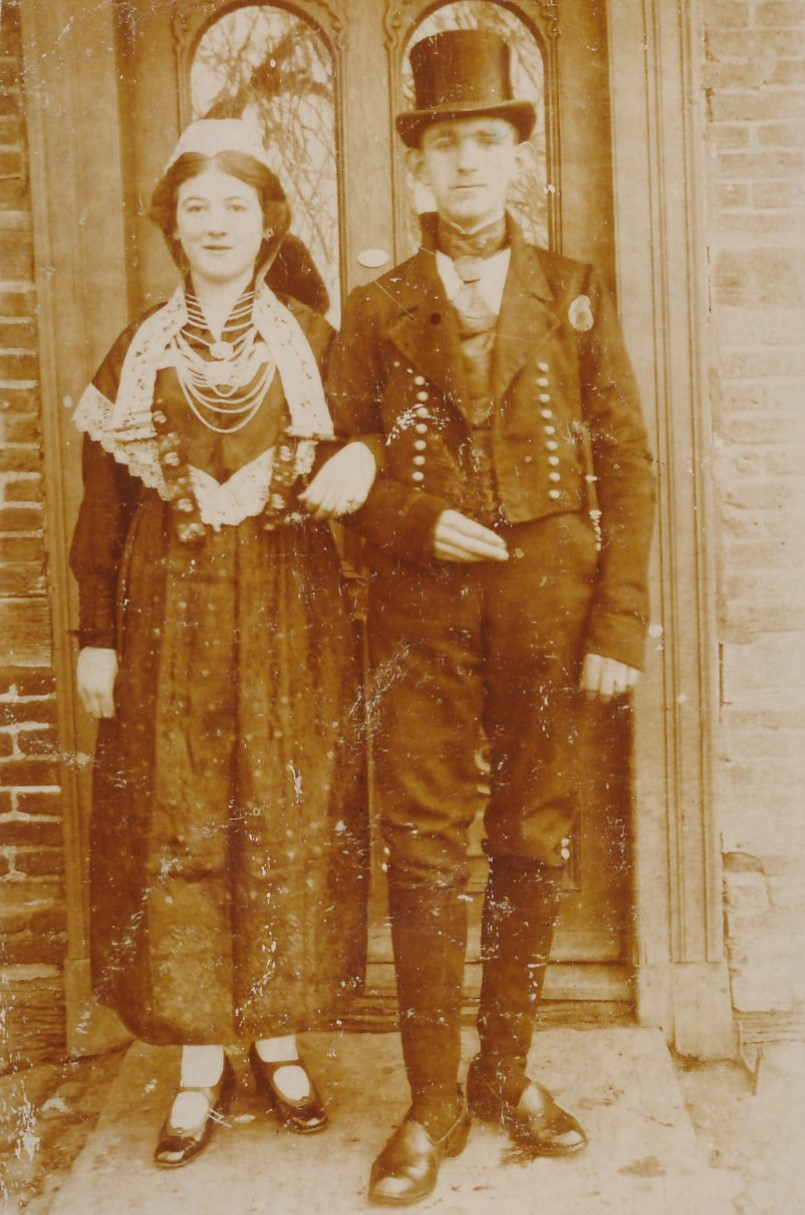
Die Winsener Marsch-Tracht wurde bis 1850 getragen

Die Winsener Marsch-Tracht oder Winser Marsch-Tracht in der Winsener Marsch
wurde nach 1850 nur noch selten getragen und ist nur rar vorhanden. Am längsten hielt sich, wie auch anderswo, die Kopftracht der Frauen. Die Tracht der Frauen war in allen Kirchspielen der Winsener Marsch gleich; sie unterschied sich nur in Einzelheiten. Besonders schön entwickelt war sie im Kirchspiel in Handorf.

### Hochwassergefahr

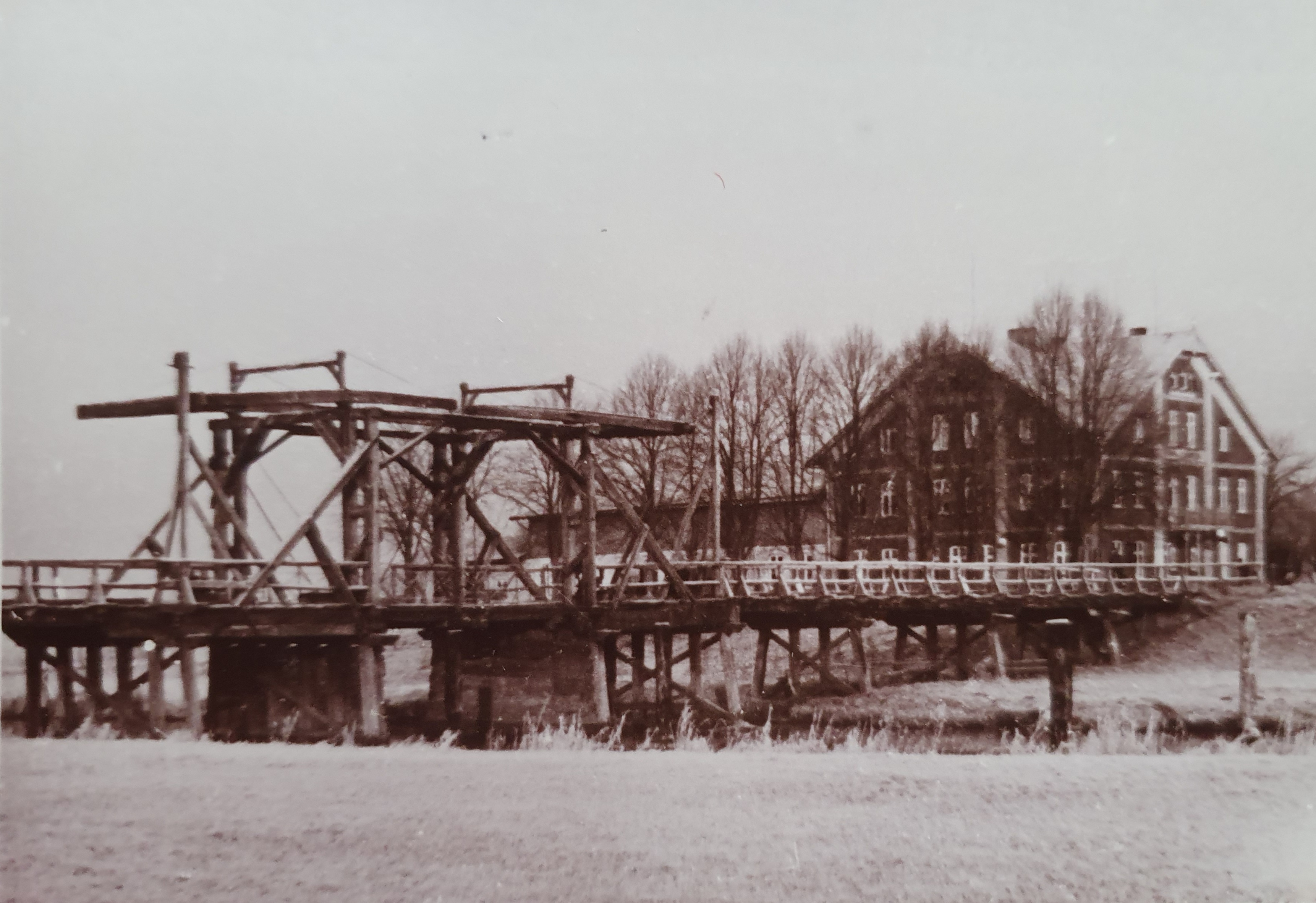
Die Friedrichsbrücke in Oldershausen

In Tagebüchern und Chroniken wird immer wieder von verheerenden Überschwemmungen in der Elbmarsch berichtet. Durch die offene Mündung der Ilmenau drang Wasser bei Sturmfluten (z. B. Neujahrsflut von 1855) in die Binnenmarsch ein, bei anderen Hochwassern von der Elbe her.
In den Jahren 1886 bis 1888 (Melioration der Ilmenau-Niederung) wurde von Wittorf bis zur alten Mündung der Luhe ein Kanal gebaut und die Marsch durch einen hochwasserfreien Deich, den Winterdeich, abgesichert. Da die Schifffahrt über den Kanal lief, baute man über die Neetze zwei baugleiche, einspurige, wartungsfreie Holzbrücken. Das Wege- und Straßennetz wurde angepasst und befestigte Straßen mit Kopfsteinpflaster gelegt.

### 20. Jahrhundert
Am 1. April 1912 wurde die knapp 20 km lange Bahnstrecke Winsen–Niedermarschacht eröffnet, die seit 1944 zum Netz der OHE gehört. Im Mai 1966 verlor sie als zweite Strecke im OHE-Stammnetz ihren Personenverkehr.
1913 wurde zum 100-jährigen Gedenken an die Völkerschlacht bei Leipzig von 1813 ein Denkmal errichtet. Im Ersten Weltkrieg fielen 15 Männer und vier blieben vermisst.
Zwischen 1920 und 1930 erhielt Oldershausen einen Anschluss an die Stromversorgung, der zunächst nur für Licht verwendet wurde. 1928 erfolgte ein Anbau der Schule mit Unterrichtsräume.
1932 entstand der neue Landkreis Harburg mit der Gemeinde Oldershausen. In dieser Zeit wurde das Wappen des Ortes entworfen. Gespalten und sechsmal geteilt. Dadurch entstehen vierzehn Streifen Rot / Silber; sie stehen für die 14 Hofstellen des Ortes.
Im Zweiten Weltkrieg verstarben 16 Männer, elf blieben vermisst. Der Trümmerschutt aus Hamburgs wurde nach Oldershausen gebracht und hier für die Befestigung und den Ausbau der Wege verwendet. 1964 erfolgte der Bau der Trinkwasserleitung.
Im Zuge der Verwaltungs- und Gebietsreform von 1972 und der Entstehung der Samtgemeinde Elbmarsch wurde die Gemeinde Oldershausen in die Gemeinde Marschacht eingegliedert. Die Orte erhielten Straßennamen und neue Hausnummern.

## Baudenkmale
In der Liste der Baudenkmale in Marschacht sind für Oldershausen 17 Baudenkmale aufgeführt.

## Bildung

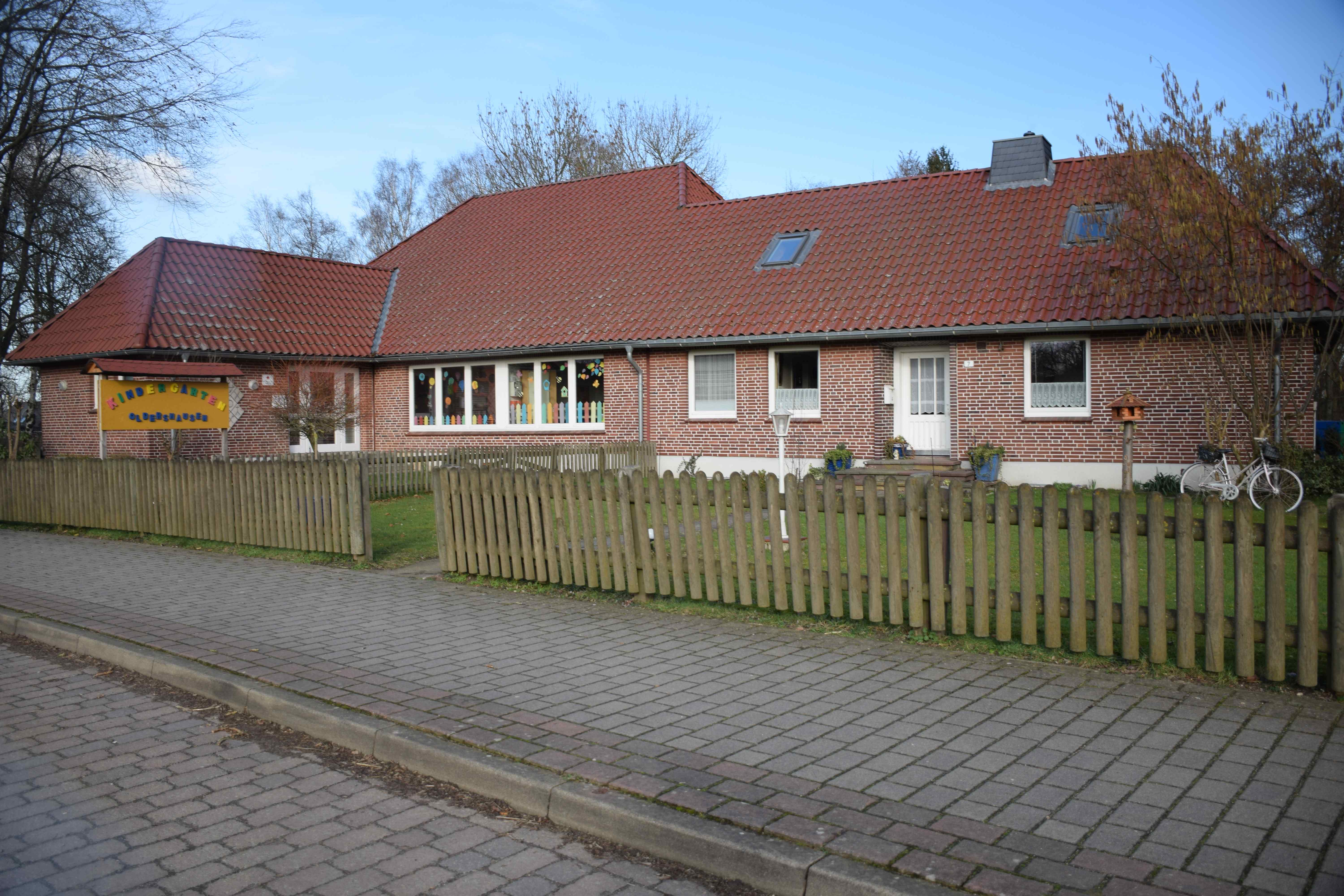
Kindergarten

Im drei Kilometer entfernten Nachbardorf und Drager Ortsteil Hunden wurde 2001 die Grundschule Binnenmarsch der Samtgemeinde Elbmarsch errichtet. Es handelt sich um eine einzügige und verlässliche Grundschule in Niedersachsen, die sowohl von Kindern aus Oldershausen als auch aus Hunden, Mover und Fahrenholz besucht wird. Sie ist hervorgegangen aus der Grundschule Oldershausen, in der sich heute ein Kindergarten befindet, mit der Außenstelle in Hunden.
Bei der Gebietsreform von 1975 kam es zur Schließung zahlreicher Dorfschulen. Um dieses zu verhindern, schlossen sich die Schulen Oldershausen und Hunden zusammen, sodass jeweils die erste und zweite Schulklasse in Hunden unterrichtet wurde, die dritte und vierte Klasse in Oldershausen. Ursprünglich hatte Oldershausen eine Grund- und Hauptschule mit den Klassen eins bis acht. 1971 wurde sie zur reinen Grundschule.
Aufgrund wachsender Schülerzahl war der Unterricht in dem alten Schulgebäude kaum noch möglich und die Schule sollte laut Schulentwicklungsplan von 1998 geschlossen werden. So kam es zu einem Beschluss des Samtgemeinderates, sodass die Grundschule Binnenmarsch errichtet wurde.
In Oldershausen gibt es einen Kindergarten.

## Verkehr

### Straßenverkehr
Durch Oldershausen verlaufen die Kreisstraßen 2 (in Richtung Winsen (Luhe) über Hunden) und 81 (in Richtung Marschacht). Weiterhin verläuft die Bundesstraße 404 durch das östliche Ortsgebiet.

### Schienenverkehr
Die Bahnstrecke Winsen–Niedermarschacht, die ebenfalls durch den Ort verläuft, sorgte bis zur Aufgabe des Personenverkehrs im Jahr 1976 für eine Anbindung an das Schienennetz. Derzeit wird die Strecke, die heute von der SinON unterhalten wird, nur noch für den Güterverkehr genutzt, Ausnahmen sind lediglich historische Zugfahrten mit dem „Heide-Express“. Dreimal wöchentlich wird vom Bahnhof Oldershausen der Anschluss des Marschachter Chemiewerkes bedient. Saisonal findet am Ilmenaukanal in Tönnhausen Kaliverkehr statt.

### Busverkehr
Der Ort ist durch eine Buslinie angebunden, die zu den Tarifbedingungen des Hamburger Verkehrsverbundes (HVV) nutzbar ist.

## Freiwillige Feuerwehr

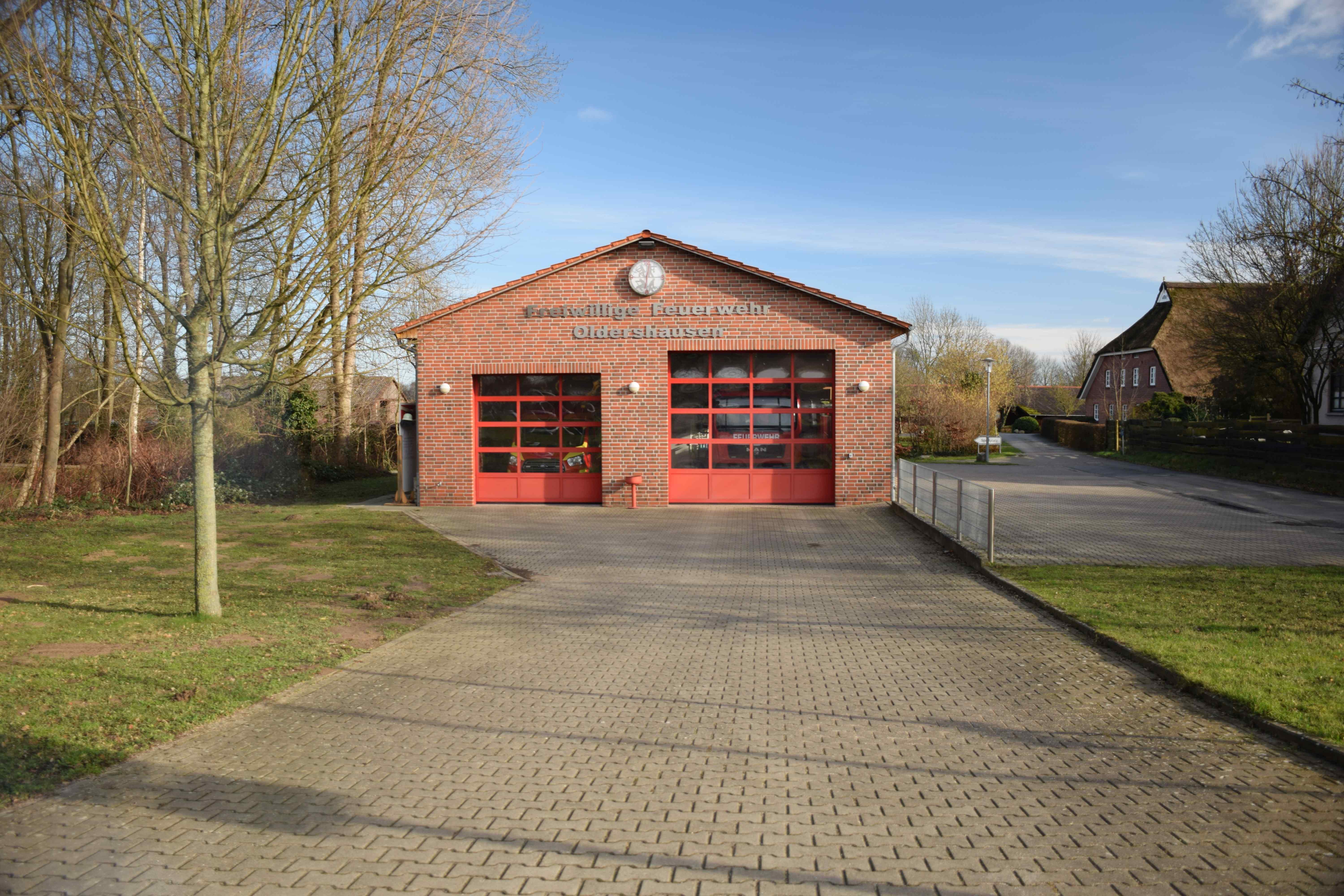
Freiwillige Feuerwehr

Die 1873 gegründete Freiwillige Feuerwehr Oldershausen sorgt für den Brandschutz und die allgemeine Hilfe. An erster Stelle ist sie für das Dorf zuständig, zu ihrem Einsatzbereich zählen jedoch auch das Gewerbegebiet Eichholz und die umliegende Feldmark. Bei größeren Einsätzen kooperiert die Freiwillige Feuerwehr Oldershausen mit den Nachbarfeuerwehren. Zudem gehört sie dem Fachzug Brandbekämpfung (B3) der Kreisfeuerwehr des Landkreises Harburg an. Seit dem 1. Juni 2010 existiert die Jugendfeuerwehr Oldershausen, die die neunzigste im Landkreis Harburg darstellt. Als Übungsorte werden der anliegende Sportplatz und die unmittelbare Umgebung des Feuerwehrhauses genutzt sowie auch das Feuerwehrhaus selbst. Dieses wurde zwischen 2009 und 2010 umgebaut und modernisiert.

## Freizeitangebote
Oldershausen verfügt neben der Freiwilligen Feuerwehr über verschiedene Freizeitangebote. Der Sportverein TSV Oldershausen wurde 1925 gegründet und bietet Sportarten wie Tanzen, Pilates und Gymnastik an. Daneben gibt es einen Angelverein „Ole Au“ und einen Faslamsclub.

## Ruhende Vereine
Einen zur Feuerwehr gehörenden Spielmannszug, der aufgrund Mitgliedermangel seit 2017 ruht.

## Touristische Angebote
Oldershausen liegt am Ilmenauradweg. Auf dem Ilmenau-Kanal wurden gelegentlich Fahrten mit dem Museumsschiff Ilmenau angeboten. Auf der Neetze oder dem Ilmenau-Kanal ist Kanuwandern möglich.
Der kostenlose Elb-Shuttle hat am Wochenende einen Anschluss an der Bushaltestelle Richtung Hunden und bietet wiederum einen Anschluss zum Heide-Rad-Bus.
Die alte Bahnstrecke wird noch zu vereinzelten Terminen für historische Zugfahrten mit dem „Heide-Express“ genutzt.